# سباق الفئران
سباق الفئران (بالإنجليزية: Rat Race)‏ هو فيلم أمريكي كوميدي من إنتاج شركة بارامونت بيكشرز سنة 2001 .

## مصدر
1. ↑  "Rat Race (12)". British Board of Film Classification. 29 أغسطس 2001. مؤرشف من الأصل في 2020-01-25. اطلع عليه بتاريخ 2012-01-02.

## وصلات خارجية
- سباق الفئران على موقع IMDb (الإنجليزية)
- سباق الفئران على موقع ميتاكريتيك (الإنجليزية)
- سباق الفئران على موقع روتن توميتوز (الإنجليزية)
- سباق الفئران على موقع نتفليكس (الإنجليزية)
- سباق الفئران على موقع قاعدة بيانات الأفلام العربية
- سباق الفئران على موقع ألو سيني (الفرنسية)
- سباق الفئران على موقع Turner Classic Movies (الإنجليزية)
- سباق الفئران على موقع أول موفي (الإنجليزية)
- سباق الفئران على موقع بوكس أوفيس موجو (الإنجليزية)
- سباق الفئران على موقع فيلمافينيتي (الإسبانية)